# Wierzby o płaczącym pokroju

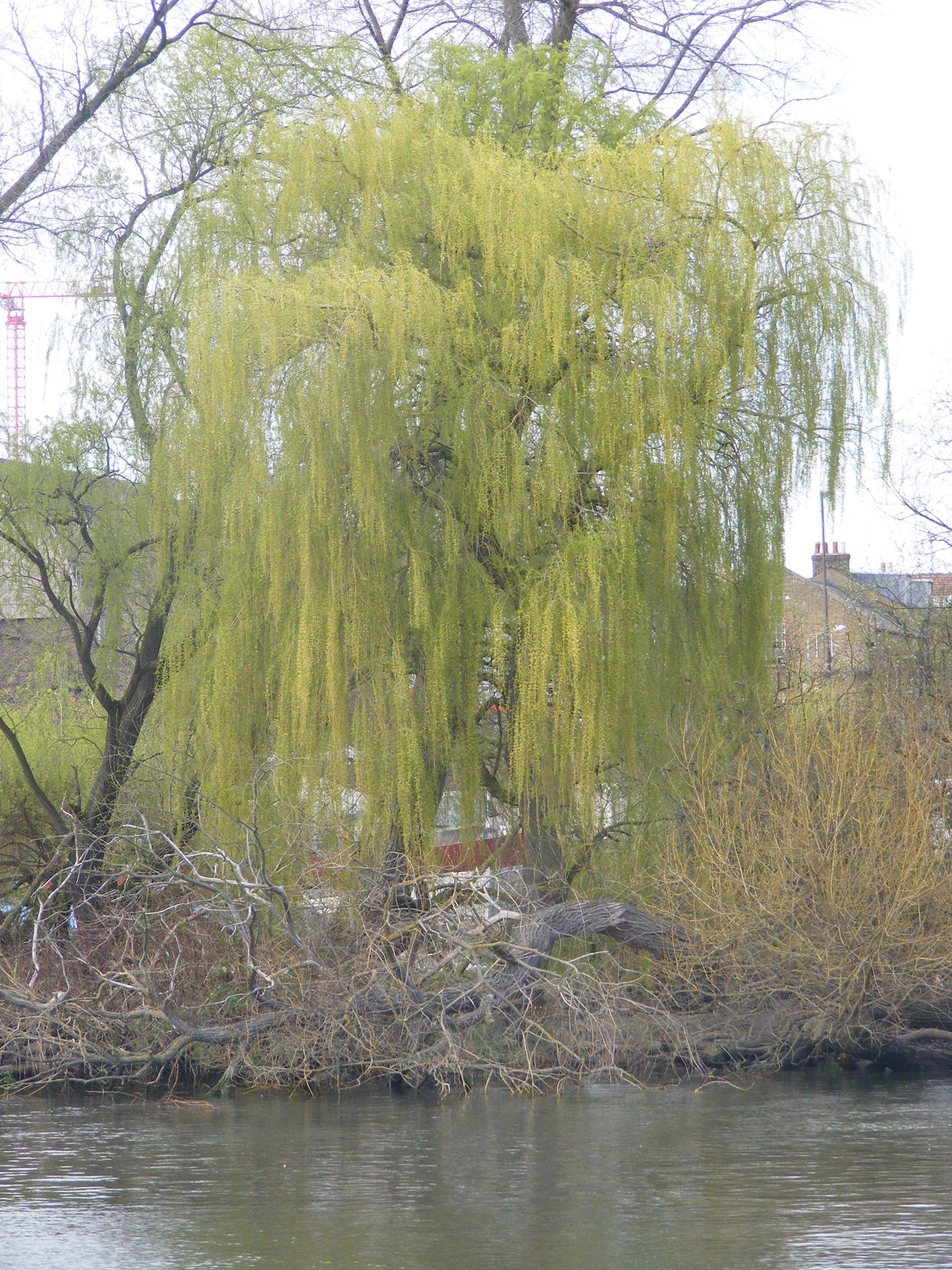
Salix × sepulcralis 'Chrysocoma' – najbardziej popularna wierzba ozdobna

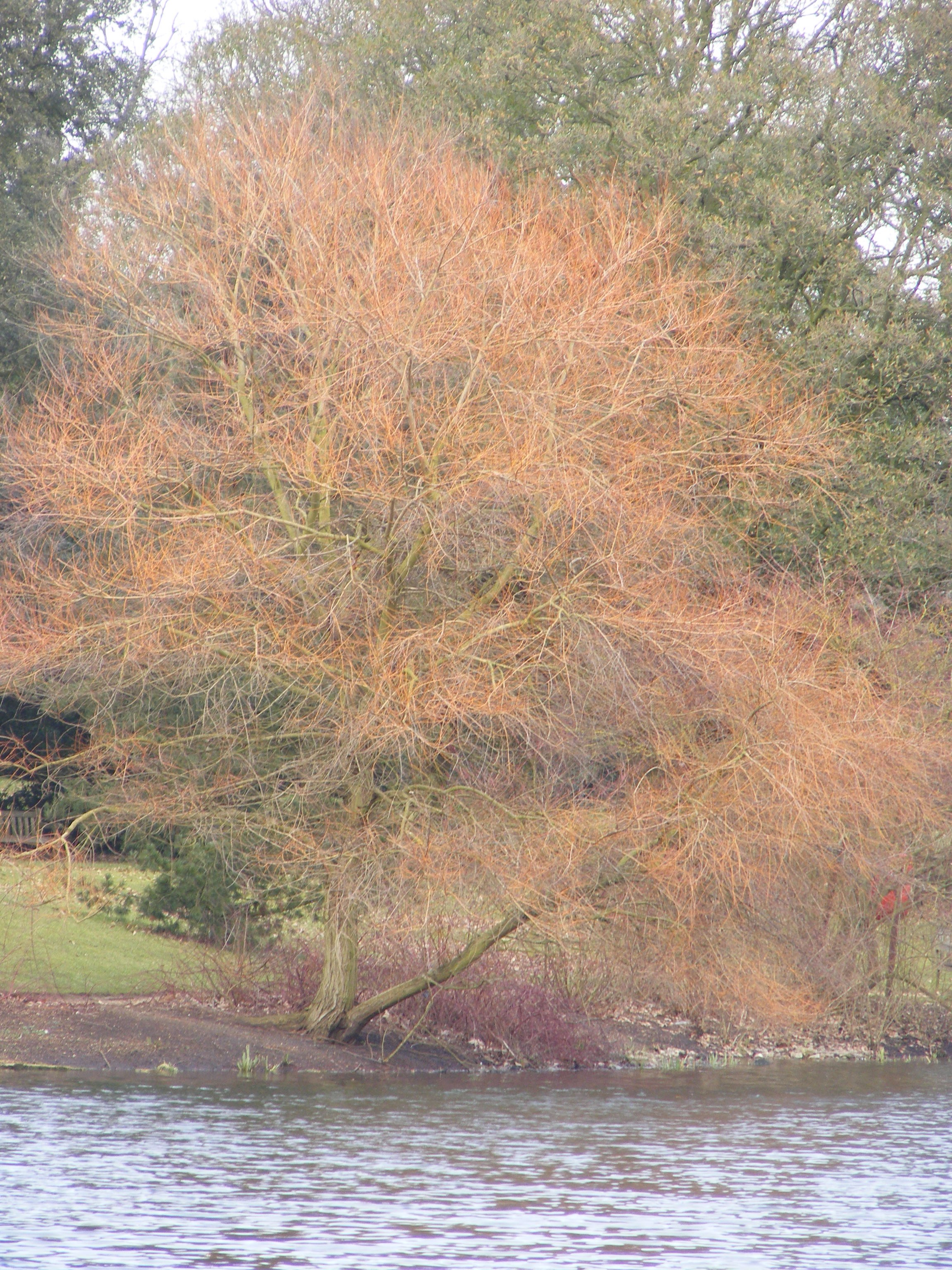
Salix × sepulcralis o pokroju „niepłaczącym”, z gałązkami wzniesionymi

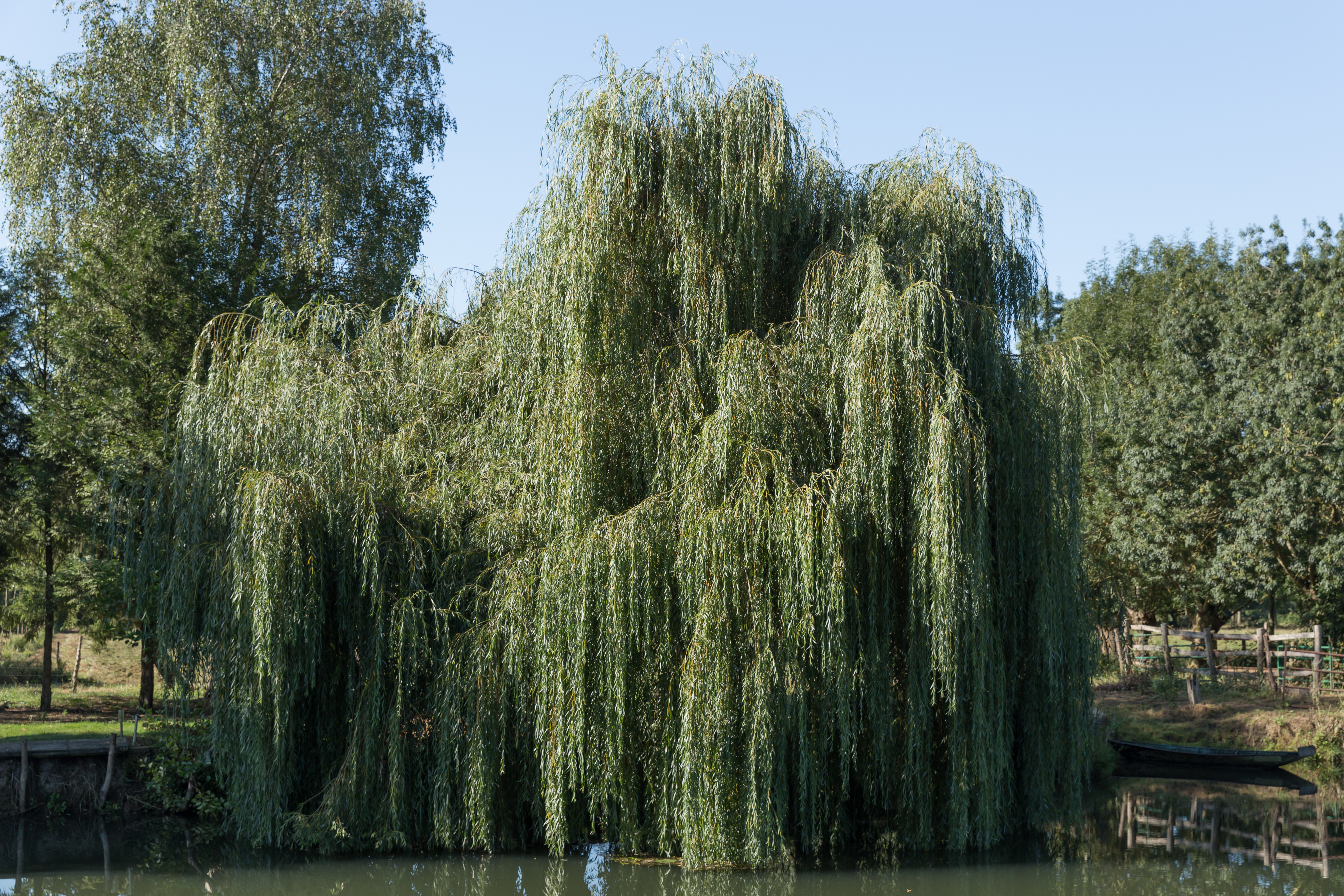
Salix babylonica, Francja

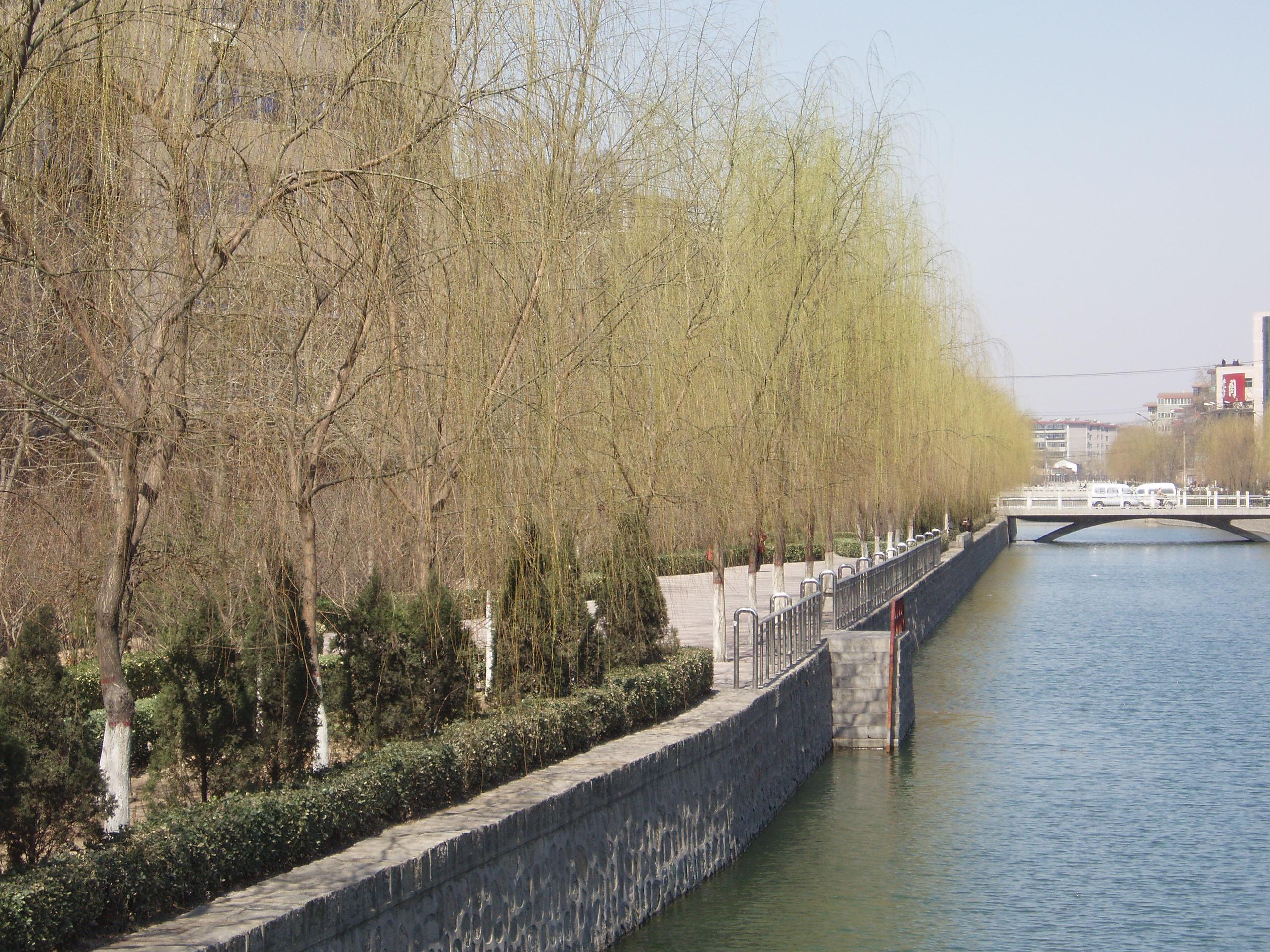
Salix babylonica, Chiny

Wierzby o płaczącym pokroju, wierzby płaczące – drzewa ozdobne z rodzaju wierzba (Salix) o koronie pokrytej zwisającymi, wiotkimi gałązkami i liśćmi podłużnie lancetowatymi.
Najpospolitszą sadzoną w Polsce wierzbą płaczącą jest wierzba żałobna 'Chrysocoma' (Salix × sepulcralis Simonk. 'Chrysocoma'), będąca mieszańcem wierzby babilońskiej 'Babylon' (chińskiej wierzby „płaczącej”, S. babylonica 'Babylon') oraz żółtokorej wierzby białej 'Vitellina' (S. alba 'Vitellina').

## Systematyka
W Stanach Zjednoczonych większość wierzb „płaczących” jest mieszańcami pomiędzy kultywarem 'Babylon' wierzby Salix babylonica a wierzbą białą (S. alba) lub wierzbą kruchą S. fragilis.
Dla mieszańców S. babylonica i S. alba (wierzby białej) przyjęto epitet botaniczny sepulcralis: S. × sepulcralis Simonkai (Oesterr. Bot. Zeitschr. 40:424.1890), S. babylonica × S. alba. Sepulcralis nie jest nazwą kultywaru. W Krytycznej liście roślin naczyniowych Polski w odniesieniu do S. × sepulcralis Simonk., czyli właśnie hybrydy S. babylonica L. ×S. alba L. zastosowano nazwę zwyczajową wierzba żałobna.
Do grupy S. × sepulcralis należą zarówno kultywary „płaczące” (np. 'Chrysocoma', 'Salamonii') jak i „niepłaczące” (np. 'Caradoc', 'Dart's Snake', 'Sepulcralis') oraz o cechach pośrednich (np. 'Erythroflexuosa').

## Przykłady

### Drzewa uprawiane w Polsce
- Salix × sepulcralis Simonk. 'Chrysocoma' – wierzba żałobna[4] 'Chrysocoma', znana jako wierzba płacząca 'Chrysocoma'[7], wierzba płacząca, wierzba nagrobna, wierzba żałobna[1][2]
Najpospolitsza sadzona w kraju wierzba ozdobna. Według jednych botaników jest ona mieszańcem następujących kultywarów[1]:
  - S. babylonica 'Babylon' – wierzba babilońska[5] 'Babylon' (chińska wierzba „płacząca”[1])
  - S. alba 'Vitellina' – wierzba biała[4] 'Vitellina'

według innych S. × sepulcralis Simonk. 'Chrysocoma' to nazwa obejmująca hybrydy:
- S. × chrysocoma Dode = S. babylonica × alba ssp. vitelina – wierzba płacząca
- S. × sepulcraris Simonk = S. alba ssp. alba × babylonica

połączone w jeden takson.
- S. × pendulina Wender[1][3][2][4], syn. S. elegantissima K. Koch[1][3][2] – wierzba zwisająca[3][4], znana również jako wierzba płacząca[8][a], mieszaniec gatunków[3][4][6]:
  - S. babylonica – wierzba babilońska[5]
  - S. fragilis – wierzba krucha

Wierzba zwisająca bywa w Polsce lokalnie równie częsta jak S. × sepulcralis 'Chrysocoma'.
- S. babylonica 'Crispa' – wierzba babilońska[5] 'Crispa', ze spiralnie zakręconymi liśćmi[6], wrażliwa na mróz[9] (chińska wierzba płacząca[2])
- S. alba ssp. vitellina (L.) Arcang forma tristis Seringe (syn. 'Pendula') – wierzba biała forma zwisająca[3].
Według nowszych ujęć systematycznych Salix × pendulina Wender. nothof. tristis (Gaudin) I.V.Belyaeva[10].

### Inne
- S. babylonica 'Babylon'[6] – wierzba babilońska[5] 'Babylon' (chińska wierzba „płacząca”[1])
- S. × sepulcralis 'Salamonii'[2] – wierzba żałobna[4] 'Salamonii', kultywar wyprowadzony z grupy mieszańców S. alba i S. babylonica[6]